# HD 201908
HD 201908，又名BD+77 800，SAO 9959、HR 8112，是一颗恒星，视星等为5.91，位于銀經112.4，銀緯20.19，其B1900.0坐标为赤經21h 7m 30.2s，赤緯+77° 20.19′ 15″。